# 鷲峰寺
鷲峰寺（じゅうぶじ）は、香川県高松市国分寺町に所在する天台宗の寺院。山号は圓通山。本尊は千手千眼観世音菩薩。四国八十八箇所第八十二番札所根香寺奥の院、新四国曼荼羅霊場第十三番札所。
- 御詠歌：鷲の山 谷の流れも 松風も 御法の声と 聞くぞうれしき

## 概要
寺伝によれば、奈良時代の天平勝宝6年（754年）唐僧・鑑真により建立されたという。鑑真は寺院がある山がインドの霊鷲山に似ていることから釈迦如来像を安置し鷲峰寺と名付けたと言われる。
平安時代前期の貞観2年（860年）円珍により智証大師十七檀林の一つとして清和天皇の勅願寺となった。
戦国時代の天正年間（1573年 – 1593年）長宗我部元親軍の侵攻により伽藍は火災に遭い焼亡した。
『圓通山鷲峰寺縁起』（延享4年）には天正蕩燼（天正時代に焼かれた）とあるだけで長曾我部とは書かれていないがこのように殊更に長曾我部の侵攻に責任を押し付ける風潮が四国に於いては顕著なので気を付ける必要がある。
その後、寺院は荒廃し仏堂が置かれるのみとなっていた。
江戸時代前期の寛文元年（1661年）高松藩主松平頼重が寺院の復興を命じ、三井寺の観慶阿闍梨を中興1世の住持として迎えた。延宝4年（1676年）に伽藍が再建された。

## 境内
- 山門：門の中にはどなたもいません。
- 本堂
- 大師堂：弘法大師像を中心に両脇に伝教大師像と智証大師像
- 護摩堂：不動明王立像
- 四天王収蔵庫
- 地蔵堂：石像
- 本坊・納経所
- 新四国道：本堂の背後の山に全長約２kmの周回道に石仏が配置されている。

## 文化財

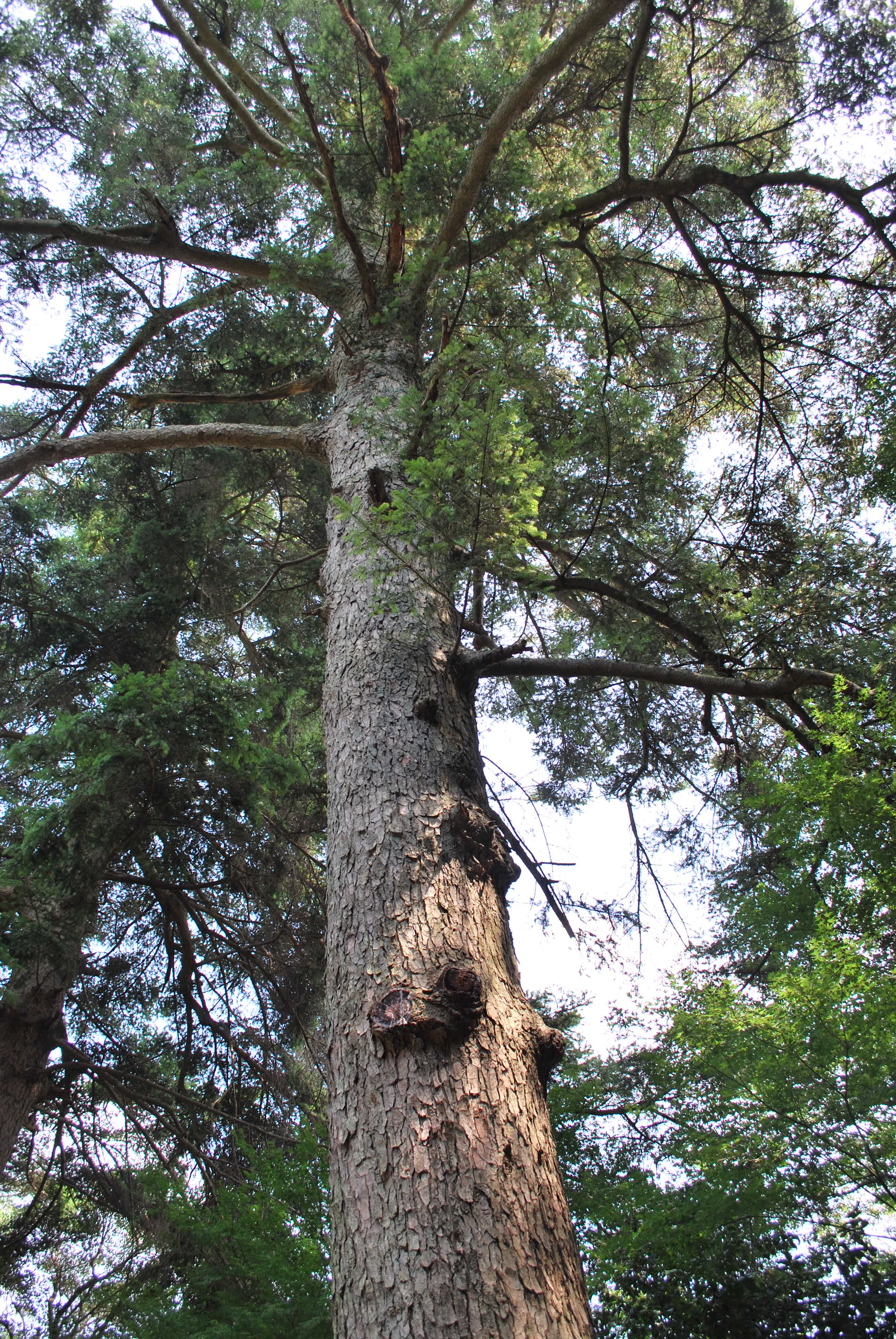
保存木のモミの木

重要文化財
- 木造四天王立像

ヒノキ材の寄木造、布張り、彩色、漆箔、玉眼。像高は、持国天102.1 cm、増長天100.6 cm、広目天103.0cm、多聞天101.1 cm、鎌倉時代の作と推定される。各像が足元に踏みつけている邪鬼は江戸時代の補作。4体のポーズ、服制などの図像的特色が奈良・興福寺北円堂の四天王像と一致することが指摘されている。大正8年（1919年）8月8日指定。
香川の保存木
- 鷲峰寺のモミ

2本のモミが指定されている。昭和60年3月26日指定。

## 寺宝
- 木造十一面観音菩薩（別称・泥吹き観音）
- 木造蓮如上人坐像（伝・自作）

## 前後の札所
四国八十八箇所
82番 根香寺 --（16.7 km）-- 82番奥の院 鷲峰寺 --（9.2 km）-- 83番 一宮寺
新四国曼荼羅霊場
12番 菩提院 ---- 13番 鷲峰寺 ---- 14番 観音寺